# Ol-Gummessjön
Ol-Gummessjön är en sjö i Ljusdals kommun i Hälsingland och ingår i Ljusnans huvudavrinningsområde. Sjön har en area på 0,239 kvadratkilometer och ligger 248,9 meter över havet.

## Delavrinningsområde
Ol-Gummessjön ingår i det delavrinningsområde (688203-148053) som SMHI kallar för Mynnar i Ol-Gummessjön. Medelhöjden är 253 meter över havet och ytan är 0,52 kvadratkilometer. Räknas de 2 avrinningsområdena uppströms in blir den ackumulerade arean 40,7 kvadratkilometer. Vattendraget som avvattnar avrinningsområdet har biflödesordning 3, vilket innebär att vattnet flödar genom totalt 3 vattendrag innan det når havet efter 172 kilometer. Avrinningsområdet består mestadels av skog (50 procent). Avrinningsområdet har 0,23 kvadratkilometer vattenytor vilket ger det en sjöprocent på 43,7 procent.